# Jules Suriray
Jules Pierre Suriray fue un mecánico francés, que patentó en 1869 el uso de los cojinetes de bolas en las bicicletas.
Suriray recibió la patente el 2 de agosto de 1869. Los cojinetes se instalaron en la bicicleta ganadora utilizada por James Moore en la primera competición ciclista en ruta del mundo, la carrera París-Ruan disputada en noviembre de 1869. Se piensa que la bicicleta fue construida por Tribout.